# عباس آباد (الحصن)
عباس آباد (الفارسية: عباس‌آباد) كانت قلعة إسلامية فارسية ذات أهمية استراتيجية للدفاع عن خانية نخجوان.

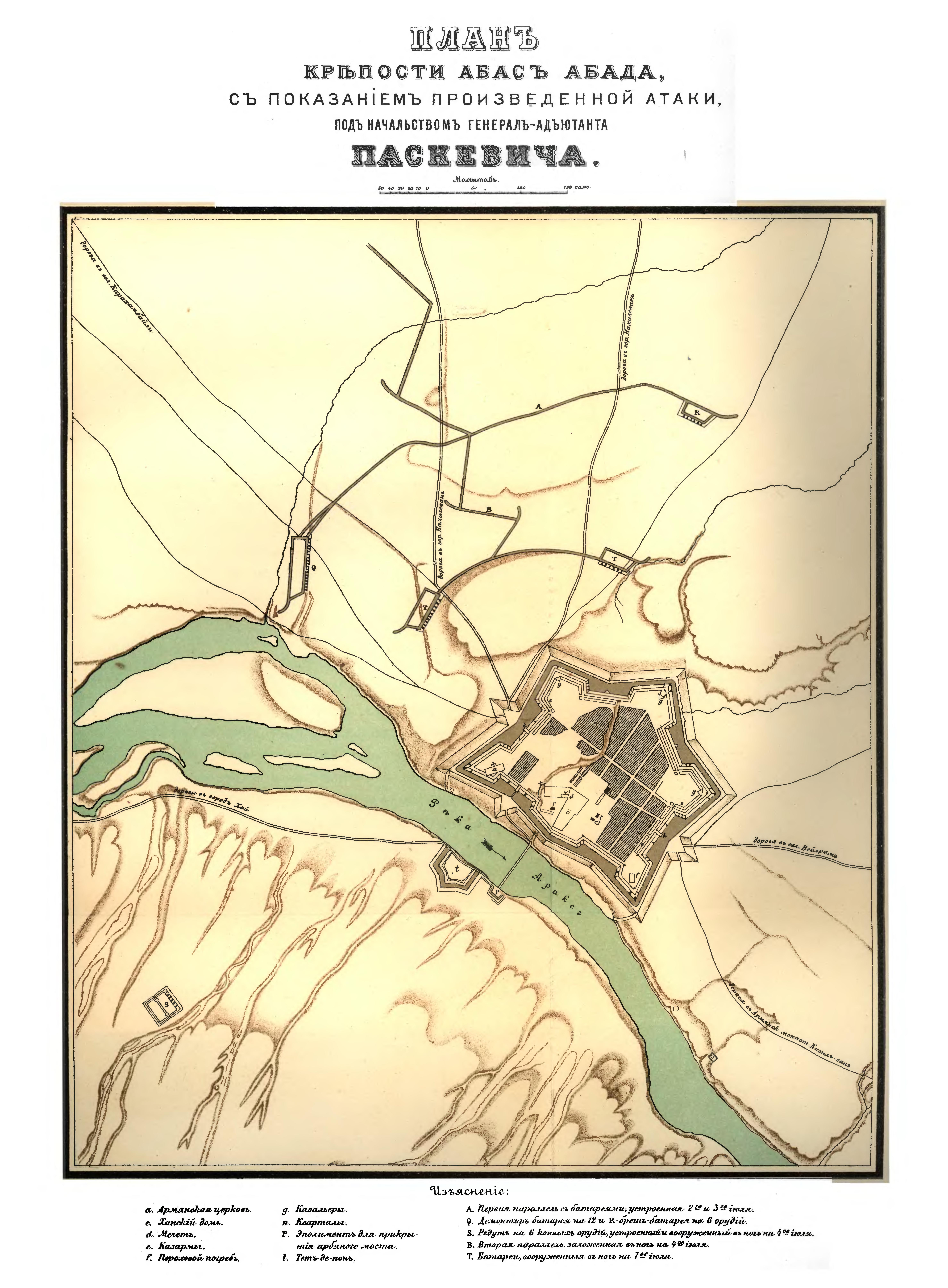
خطة الهجوم على قلعة عباس آباد التي وضعها القائد الروسي باسكيفيتش عام 1827

بناه الإيرانيون بمساعدة المهندسين الفرنسيين في فترة عباس ميرزا ولي عهد إيران في عام 1810 م. عيّن إحسان خان كنجارلو قائدًا للقلعة في عام 1827، خلال الحرب الروسية الفارسية 1826-1828. أثناء الحصار الذي فرضه الروس، رتب إحسان خان سرًا فتح أبواب القلعة للقائد الروسي إيفان باسكيفيتش في 22 تموز 1827 م.
أثناء الحكم الروسي تم التخلي عن القلعة وتحولت إلى خراب. ظلت الآثار قائمة حتى سبعينيات القرن العشرين، عندما دُفنت تحت الماء أثناء بناء خزان مياه أراس.